# Thecopus
Thecopus é um género botânico pertencente à família das orquídeas (Orchidaceae).